# Строганова Софія Володимирівна
Графиня Софія Володимирівна Строганова, до шлюбу Голіцина (нар. 11 листопада 1775 — пом. 3 березня 1845) — фрейліна чотирьох імператриць, молодша донька «вусатої княгині» Наталії Голіциної, сестра московського генерал-губернатора князя Дмитра Голіцина і статс-дами Катерини Апраксіної; дружина генерала графа Павла Строганова. Була дуже дружна з імператрицею Єлизаветою Олексіївною.

## Біографія
Софія Володимирівна була наймолодшою і улюбленою дитиною в сім'ї. Виховання вона отримала здебільшого за кордоном, супроводжуючи матір в її подорожі по Європі. У п'ятнадцятирічному віці Софія повернулася з батьками до Російської імперії. Отримавши блискучу і саме різнобічну освіту, вона в той же час дуже погано володіла російською мовою і згодом витратила чимало зусиль, щоб згладити цей пробіл. Вихована ідеями просвітництва, вона прагнула до навчання та постійного вдосконалення особистості. Згодом графиня Софія досягла найвищої освіченості самостійно і переклала російською мовою другу частину «Божественної комедії» Данте.

## Шлюб

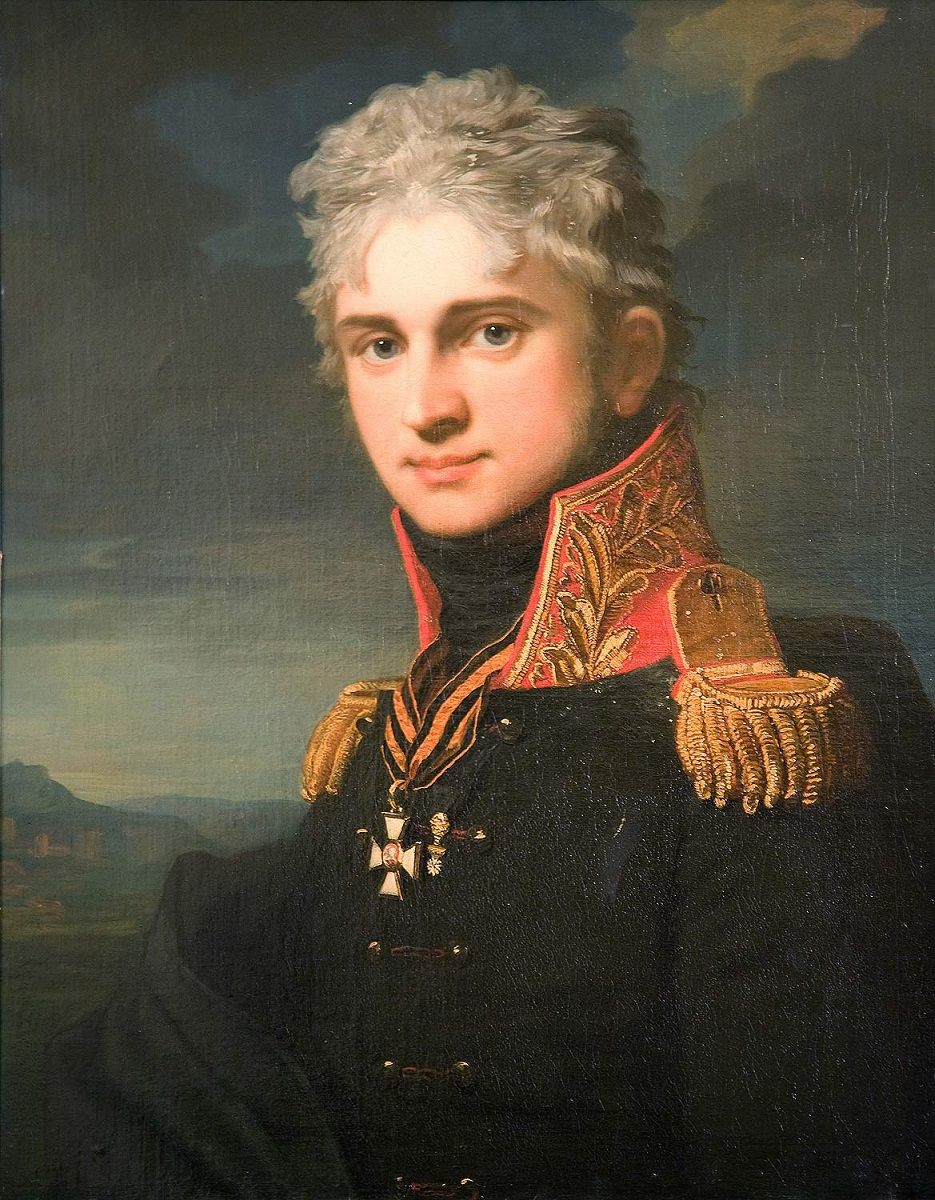
Павло Строганов (1808)

Живучи в Москві, Голіцини часто гостювали в садибі Братцево у Катерини Строганової. Там 17-річна Софія Голіцина познайомилася з 18-річним сином господині будинку Павлом, який за участь в революційних подіях 1789—1790 рр. у Франції був відкликаний до Російської імперії і засланий Катериною II подалі від столиці в підмосковний маєток до матері. 6 травня 1793 року молоді люди одружилися. Вінчання було в Петербурзі в церкві Успіння Пресвятої Богородиці на Сінній. Гаврило Державін написав на їхні заручини вірш:
О, сколь, София! ты приятна

В невинной красоте твоей,

Как чистая вода прозрачна,

Блистая розовой зарей.
Для обох це була блискуча партія. Перші роки шлюбу Строганови жили в Москві, де в червні 1794 року у них народився син Олександр.

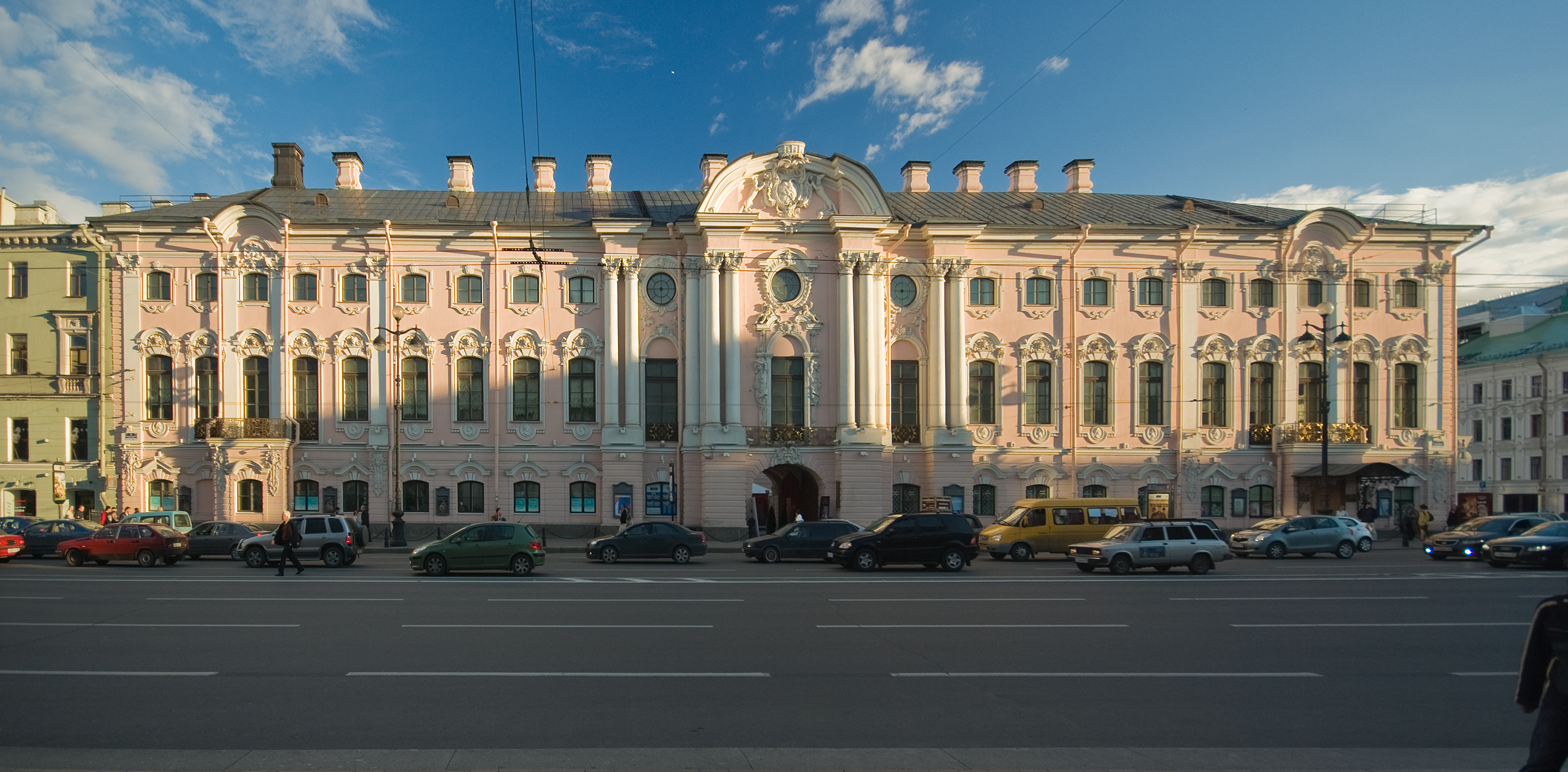
Строгановський палац. Вид з Невського проспекту

Із зішестям на престол імператора Павла I, хрещеного батька Павла Строганова, молоде подружжя переїхало в Петербург. Вони оселилися в розкішному палаці першого багатія Росії графа Олександра Строганова поблизу Поліцейського мосту на розі Невського і набережної Мойки.
Завдяки дружбі Павла Строганова з великим князем Олександром Павловичем подружжя скоро стали найбільш близькими людьми в інтимному гуртку великокняжого двору. Софія Володимирівна стала придворною дамою, близькою подругою дружини спадкоємця, Єлизавети Олексіївни, Павло Олександрович — камергером і найближчим другом Олександра I.
Гармонійна пара Строганових, згідно з камер-фур'єрським журналом, постійно прикрашала царське застілля. Великокнязівська сім'я часто відвідувала бали, вечори і раути, що влаштовуються в будинку Строганових. Чудово, що, будучи одним імператриці, графиня Софія Володимирівна не мала ніяких придворних відмінностей. У 1806 році їй був наданий статс-жіночий портрет, але графиня повернула його государю, просячи його пожалувати в статс-дами замість неї її матір, княгиню Н. П. Голіцину, що й було виконано.
Близькість до двору часто створювала атмосферу особистої несвободи, часом бувала обтяжливою. Чарівна краса Софії Володимирівни у свій час сильно захоплювала тонкого цінителя жінок Олександра I. Графиня зуміла, однак, з гідністю вийти з цього скрутного становища і зберегти дружнє ставлення до себе царського подружжя. Своїми зовнішніми і духовними якостями, тонким розумом і прекрасною освітою Софія Володимирівна звертала на себе в придворних сферах загальну увагу. Графиня   Роксандра Едлінг  писала про неї:
|  | …Будучи чарівно розумна, вона ніколи не давала відчувати свою перевагу; потрібно було багато мистецтва, щоб приховати таку велику кількість принад і чеснот. Що до мене, то я захоплювалася охоче і тому я любила графиню Строганову і вважаю, що неможливо зустріти стільки досконалості в одній людині… |

Повна взаємна любов до чоловіка і дітей та ніжний догляд за матір'ю, що її обожнювала, наповнювали домашнє життя Софії Володимирівни. Збереглося майже 500 листів листування між подружжям Строгановими. Листи кохання, ніжність, поезії, кожен рядок яких дихає величезною повагою один до одного. Але сімейне щастя Софії Володимирівни зазнало тяжких ударів долі.

## Смерть сина і чоловіка

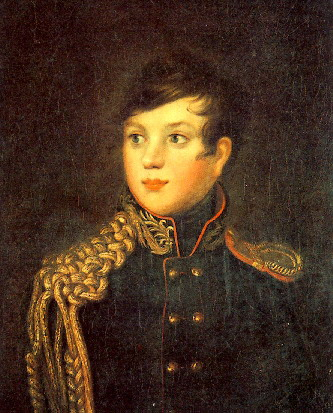
Олександр Строганов, 1813

У  1812 році граф Павло Строганов, командир лейб-гвардії 2-ї піхотної дивізії, взяв з собою на битву за Вітчизну єдиного сина  Олександра . Разом вони відзначилися в  Бородінській битві. Звільняючи Німеччину, брали участь в знаменитій  Лейпцизькій битві народів, де під сином вбило коня. У 1814 році в останній страшній битві поблизу Парижа російські війська зломили міць наполеонівської імперії, але 23 лютого 1814 року 19-річний граф Олександр Строганов зустрів страшну смерть під  Краоном, вражений миттєво ядром в голову. Батько дві доби шукав тіло сина. У невтішній скорботі граф Строганов віз тіло спадкоємця роду через всю Європу, віддавши його тіло рідній землі в  Олександро-Невській лаврі з військовими почестями. Старі друзі Строганова глибоко співчували його сім'ї. Олександр Булгаков у квітні 1814 року писав братові:
|  | Кажуть багато про смерть молодого графа Строганова. У Петербурзі не знають, як оголосити про се нещастя графині, яка вже дуже занедужала, дізнавшись раптом про смерть архітектора Андрія Вороніхіна. Ця передчасна смерть (хоча, по здоровій логіці, в армії передчасної смерті на буває) порушила занепокоєння всіх матерів, тим більше говорять про багатьох поранених генералів. |

Князь  Адам Чарторийський писав Миколі Новосільцеву:
|  | Чи чули ви вже, милий друг, про те, що трапилося нещастя? Бідний Олександр Строганов убитий майже на очах свого батька, який в повному розпачі. Що буде з бідної графинею Софією Володимирівною? Чи витримає вона цей жахливий удар? Рідко що-небудь мене так засмучувало ... Нещастя цього сімейства жахливо; нещастя, яке спіткало таких друзів, як ці, надриває серце. |

Павло Олександрович не витримав загибелі сина і став згасати на очах. Симптоми хвороби ясно вказували на сухоти. За приписом лікарів у 1817 році він вирушив у морську подорож за кордон. Софія Володимирівна багато клопотала аби отримати дозволу чоловіка супроводжувати його, але за наполяганням хворого, що відчував близьку кончину, з відчаєм у серці мала в Копенгагені з'їхати на берег і повернутися через Швецію до Російської імперії, де дізналася про смерть чоловіка, яка настала 10 червня 1817 року, через два дні після її від'їзду.
Тіло Строганова було доставлено в Петербурзі і поховано поруч з сином у фамільній усипальниці в присутності імператорської сім'ї. Зі смертю графа Павла Олександровича обірвалася молодша лінія Строганових.
Горе, що охопило Софію Володимирівну змусило її рідних побоюватися за її життя. Але також у ці важкі для неї місяці виявилася з надзвичайною теплотою серцева прихильність до неї імператриці Єлизавети.

## Власниця Строгановського майорату

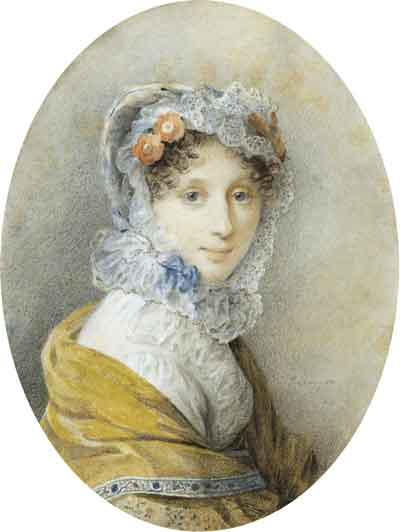
Софія Строганова. Акварель П. Ф. Соколова, кінець 1810-х рр ..

Залишившись вдовою в 42 роки і довічною власницею Строгановського майорату (всього до 46 тис. душ), Софія Володимирівна решту свого життя проводила або в своєму маєтку Мар'їно або у петербурзькому Строгановському палаці. Вся її діяльність зосереджувалася майже виключно на управлінні і впорядкування занедбаного господарства.
Протягом 27 років і 8 місяців вона одноосібно керувала своїми величезними маєтками і привела їх, після багатьох років невсипущої праці, у блискучий стан у всіх відносинах. Вся адміністрація в її маєтках складалася з місцевих уродженців, її колишніх кріпаків або їх нащадків. Особи, що призначалися на посади, які вимагали спеціальних знань, попередньо навчалися в заснованих самою графинею школах і за рахунок її посилалися навіть у вищі навчальні заклади Західної Європи.
У 1823 році графиня заснувала в Петербурзі власну «Приватну горнозаводскую школу», яка через 11 років була перейменована в «Школу землеробства, гірських і лісових наук», затвердила Правила про пенсії службовцям і майстровим.
В 1825 році, дбаючи про поліпшення землеробства у своїх селян, Софія Володимирівна заснувала в маєтку Мар'їно землеробську школу, в яку з пермських вотчин були надіслані 50 селянських сиріт. Школи вона заснувала мало не у всіх більш-менш значних поселеннях майорату, а у багатьох із них також і подобу нинішніх лікарських пунктів, для обслуговування яких посилала з Петербурга лікарів-іноземців. У Нижньому Новгороді сімейству Строганових з XVII століття належала величезна територія біля річки. За її «Регулярним планом забудови міста 1824 року» вулиця Різдвяна повинна бути спрямлена, мати
червону лінію і забудовуватися кам'яними будівлями.
Софія Володимирівна перебувала у Вільному економічному товаристві та за свою діяльність була нагороджена золотою медаллю. В 1837 році в залі зборів Товариства був встановлений її бюст.
Крім вродженої здатності до адміністративно-господарської діяльності, Софія Володимирівна мала тонкий художній смак. Творчість відносилася до числа її сильних захоплень. Вона була прекрасною рисувальницею та живописцем. Її тонкі ліричні пейзажі, виконані аквареллю, на початку XX століття зберігалися в палаці на Невському. Французька художниця  Елізабет Віже-Лебрен, яка працювала у графа О. С. Строганова, згадувала:
|  | Після того, як привезений мною з Відня слуга обікрав мене, і я залишилася без прислуги, граф Строганов дав мені одного зі своїх кріпаків, який, за його словами, вмів готувати палітру і очищати кисті, чим він займався у невістки графа, яка іноді розважалася живописом... |

Свою любов до живопису графиня Софія передала і дочкам, гарним художницям. Її старша дочка Наталя володіли мистецтвом гравірування.
В пам'ять про свого свекра, графа О. С. Строганова, президента Академії мистецтв, Софія Володимирівна збільшила число стипендій вихованцям академії зі своїх коштів. Оплачувала навчання в Петербурзькій академії мистецтв архітектора Петра Шарова. У 1819 році на її кошти було випущено написане Семеном Кириловим «Керівництво до пізнання живопису, видане для навчання юнацтва». А п'ять років потому графиня стала одним із засновників Товариства заохочення мистецтв, який зіграв чималу роль у поширенні культури в Російській імперії.
Графиня традиційно тримала двері петербурзького палацу відкритими для представників літературного і мистецького світу. Господиня була чудово знайома з сучасною їй російською літературою, постійно приймала у себе поетів і письменників. У її ніколи популярному для гостей салоні завсідниками були Микола Гнєдич, Володимир Боровиковський, Іван Мартос, Микола Карамзін, байкар Іван Крилов, поет і царедворець Василь Жуковський та її далекий родич офіцер Семенівського полку поручик Олександр Чичерін. Імовірно, бував там і Олександр Пушкін.

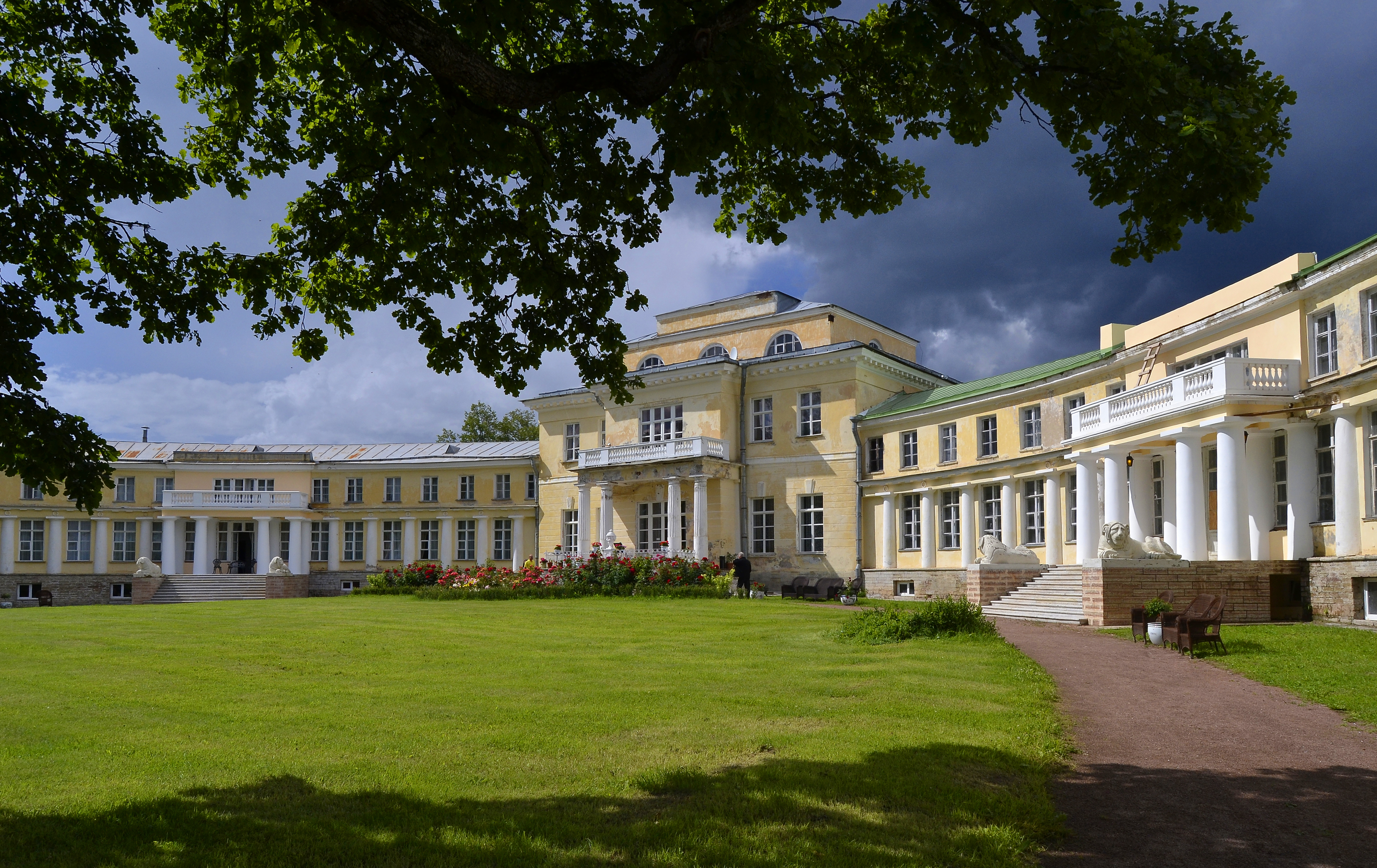
Садиба Мар'їно

Дружні стосунки пов'язували Строганову з сім'єю Оленіних; про близькість їх можна судити з того, що саме О. М. .Оленіна попросив граф П. А. Строганов сповістити Софію Володимирівну про загибель їхнього сина. Знамениту картинну галерею графині Строганової відвідували представники вищої знаті і люди мистецтва. На Строганівській дачі біля Чорної річки навпроти Кам'яного острова часто бували члени царської сім'ї. Ця дача була збудована у 1795 році графом О. С. Строгановим на березі Великої Невки для сина і невістки. Саме там проходили відомі всім сучасникам строгановські свята.
До 1829 року три старші доньки Софії Володимирівни були вже одружені гідними подружжям з вищої титулованої знаті. Тільки молодша Ольга залишилася при матері. Її обранцем став граф Павло Карлович Ферзен, стрункий білявий красень. Вибір Ольги не сподобався її сім'ї, і Ферзену було відмовлено. У червні 1829 року у вищому товаристві вибухнув скандал, Ольга втікла з Ферзеном і таємно повінчалася з ним. Але все закінчилося благополучно. Софія Володимирівна пробачила улюблену дочку і, прагнучи уникнути розголосу події, написала листа командиру Кавалергардського полку графу Степану Апраксіну про свою згоду на цей шлюб.
Останні роки життя графині Строганової були затьмарені ранньою смертю дочки Ольги, потім улюбленої матері. Але, будучи вже сама маленькою згорбленої бабцею, Софія Володимирівна зберігала силу характеру, ясність і простоту розуму, що відрізняло її, і в своїх релігійних віруваннях і вірному розумінні блага вітчизни.
Графиня Строганова померла несподівано 3 березня 1845 року, від паралічу серця, тихо і безболісно, тільки що, о ідговівшина першому тижні посту. Тіло її було віддане землі в Лазаревській церкві в Олександро-Невській лаврі; імператор Микола I і імператриця Олександра Федорівна приїздили вклонитися її праху.

## Діти
У Строганових був один син і чотири дочки:
- Олександр Павлович (1794 — 23 лютого 1814)
- Наталія Павлівна (1796—1872) — єдина спадкоємиця строгановського статку, дружина з 1818 року четвероюрідного брата барона С. Г. Строганова, до якого перейшов графський титул Строганових.
- Аделаїда (Аглая) Павлівна (1799-05.10.1882) — фрейліна, кавалерственна дама ордену св. Катерини меншого хреста, з 1821 року дружина князя В. С. Голіцина (1794—1836); після смерті матері успадкувала Мар'їно з 1845 року. Померла від водянки у Баден-Бадені, похована там же на загальному міському кладовищі.
- Єлизавета Павлівна (1802—1863) — дружина ясновельможного князя Івана Дмитровича Салтикова (1797—1832), перша господиня готичної дачі на Чорній річці.
- Ольга Павлівна (1808—1837), з 1829 року дружина графа П. К. Ферзена (1800—1884).

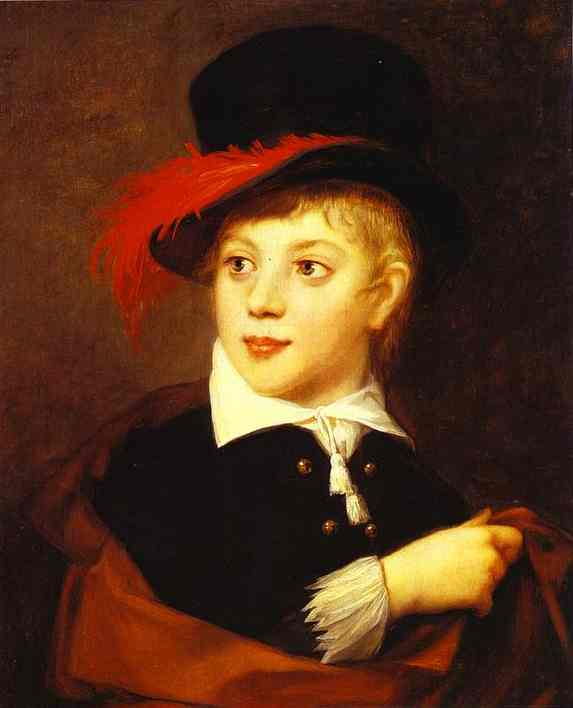
Олександр Павлович, син
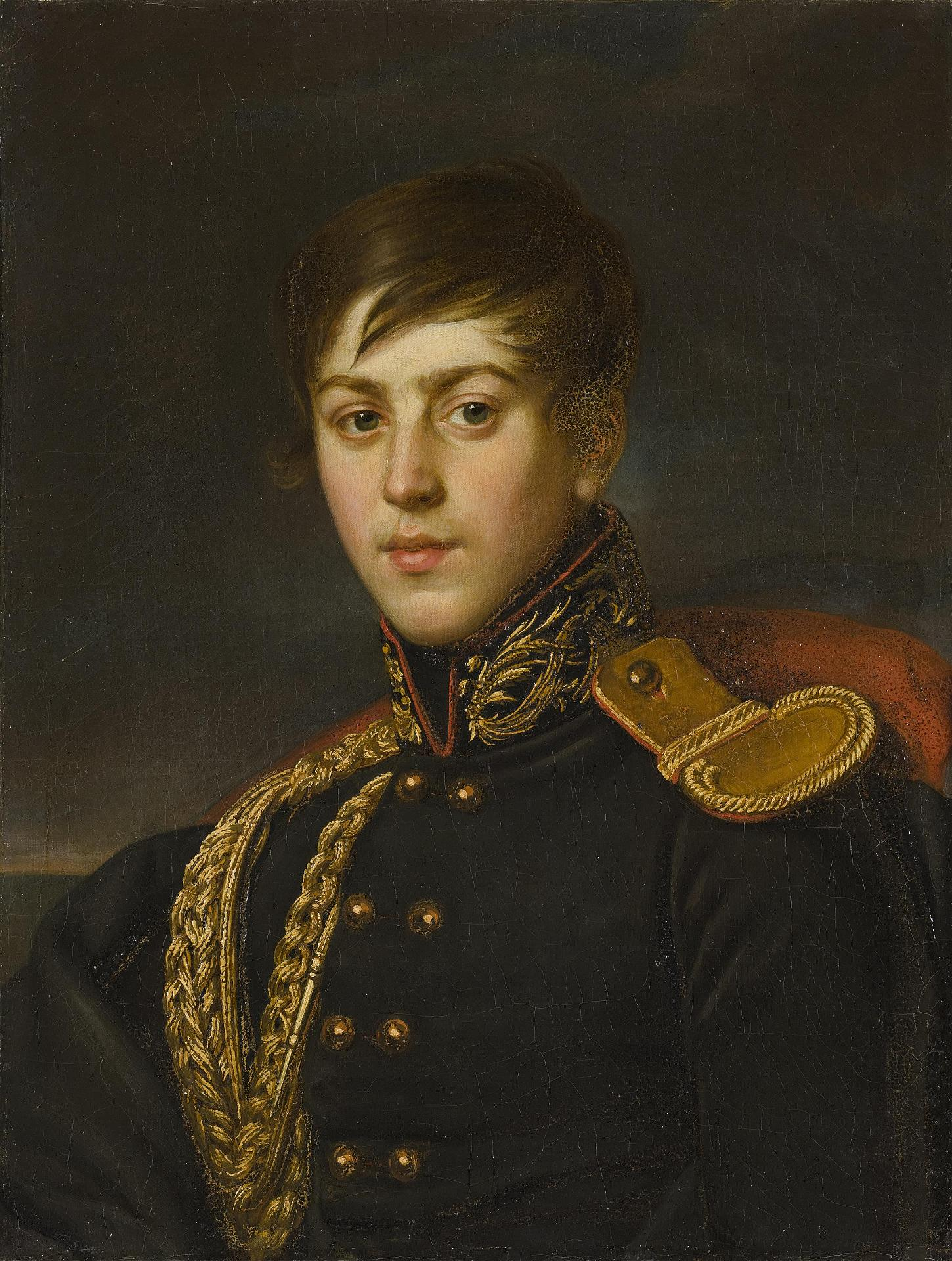
Олександр Павлович, син
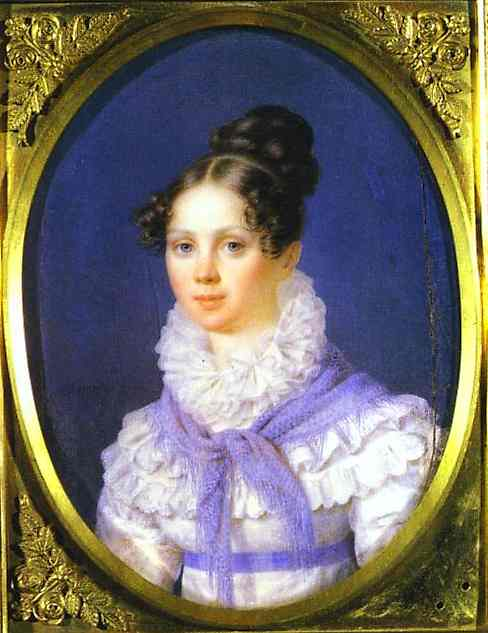
Наталія Павлівна, дочка
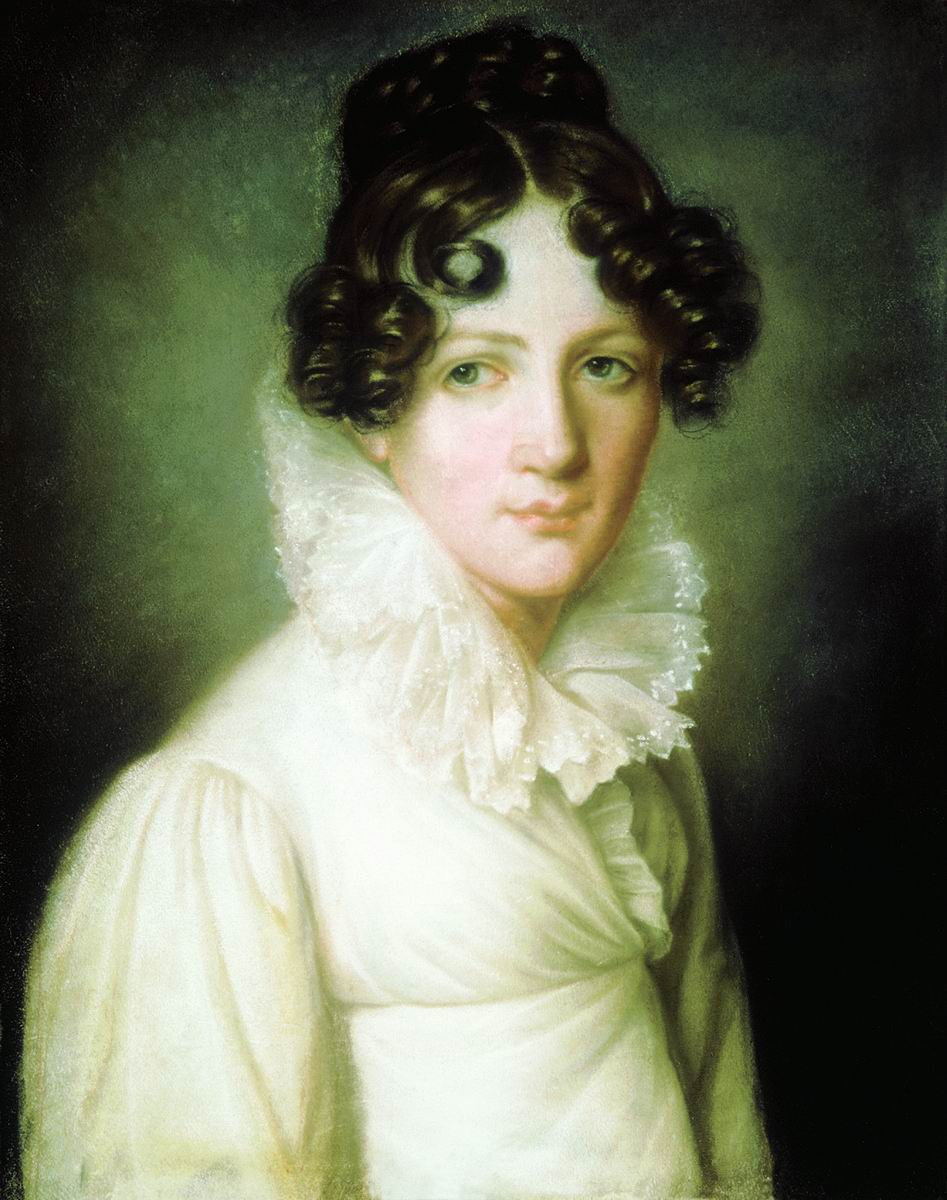
Наталія Павлівна, дочка
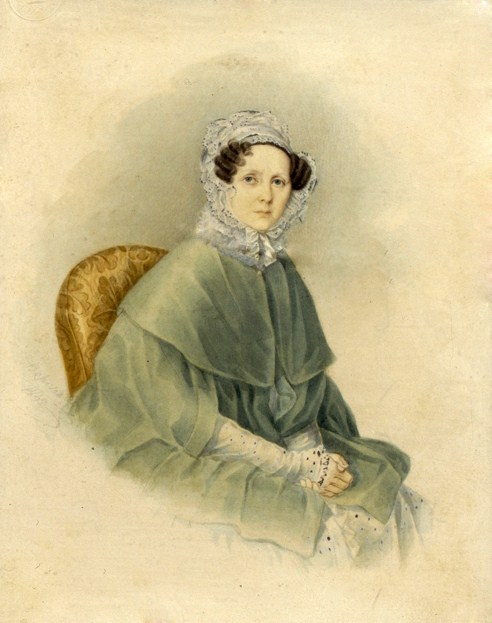
Наталія Павлівна, дочка
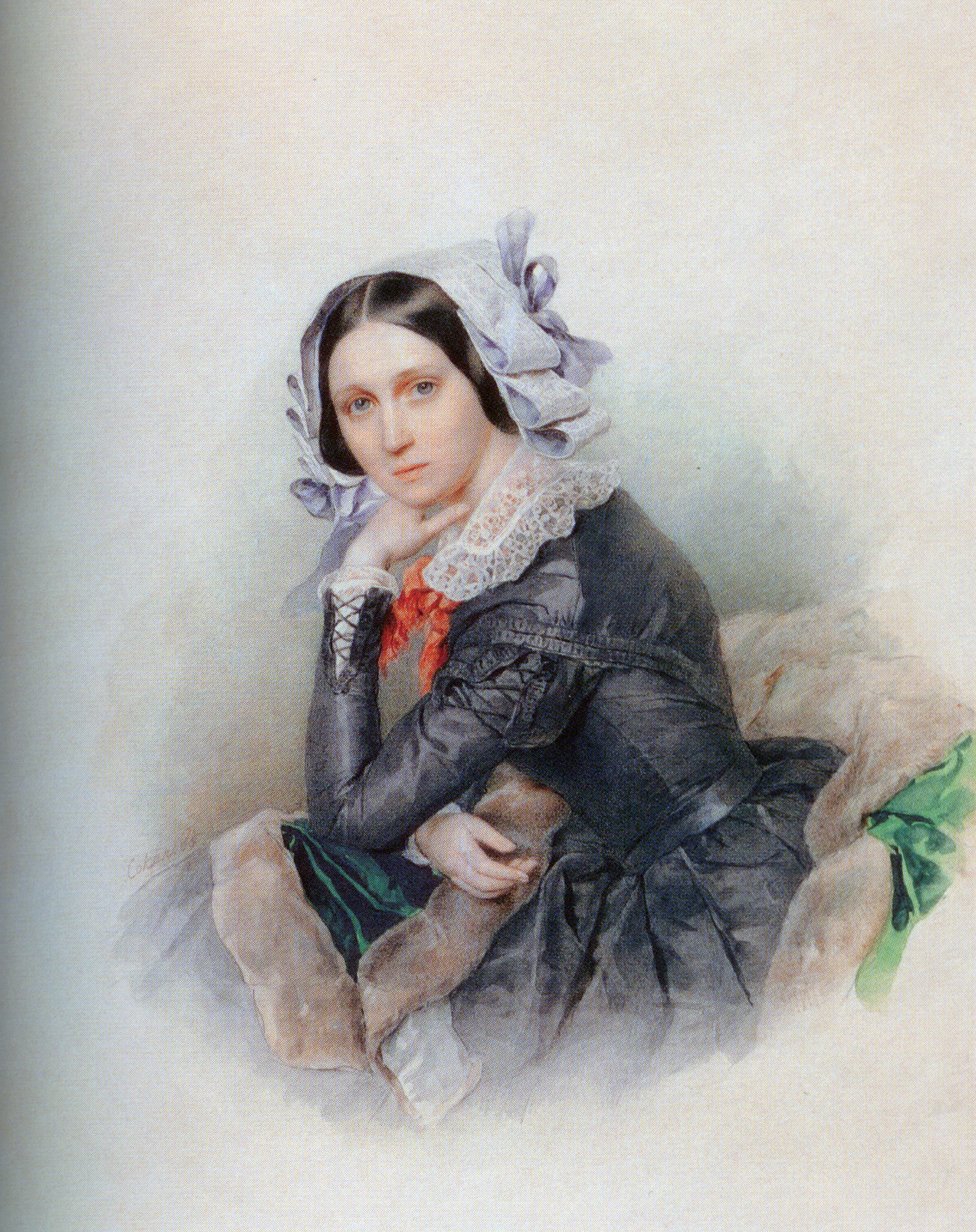
Аделаїда Павлівна, дочка
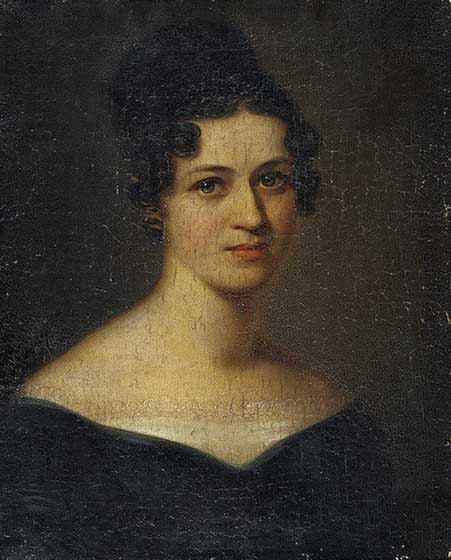
Аделаїда Павлівна, дочка
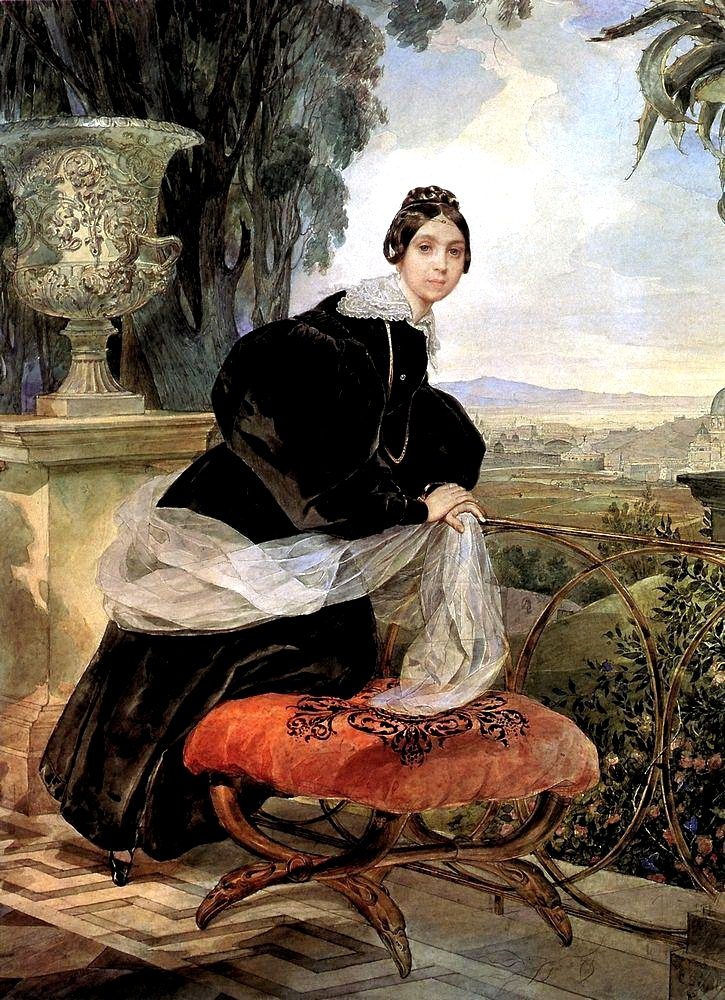
Єлизавета Павлівна, дочка
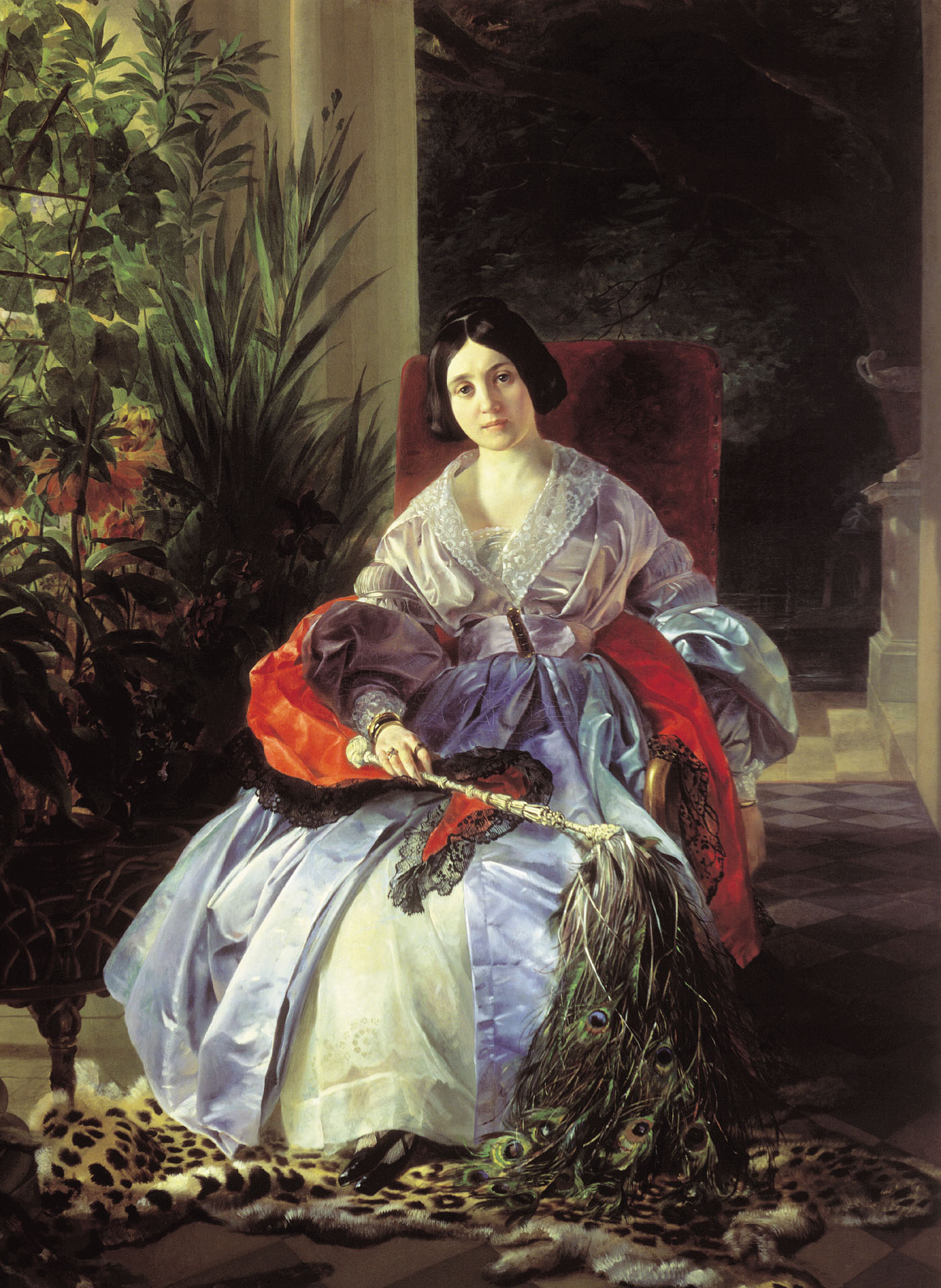
Єлизавета Павлівна, дочка
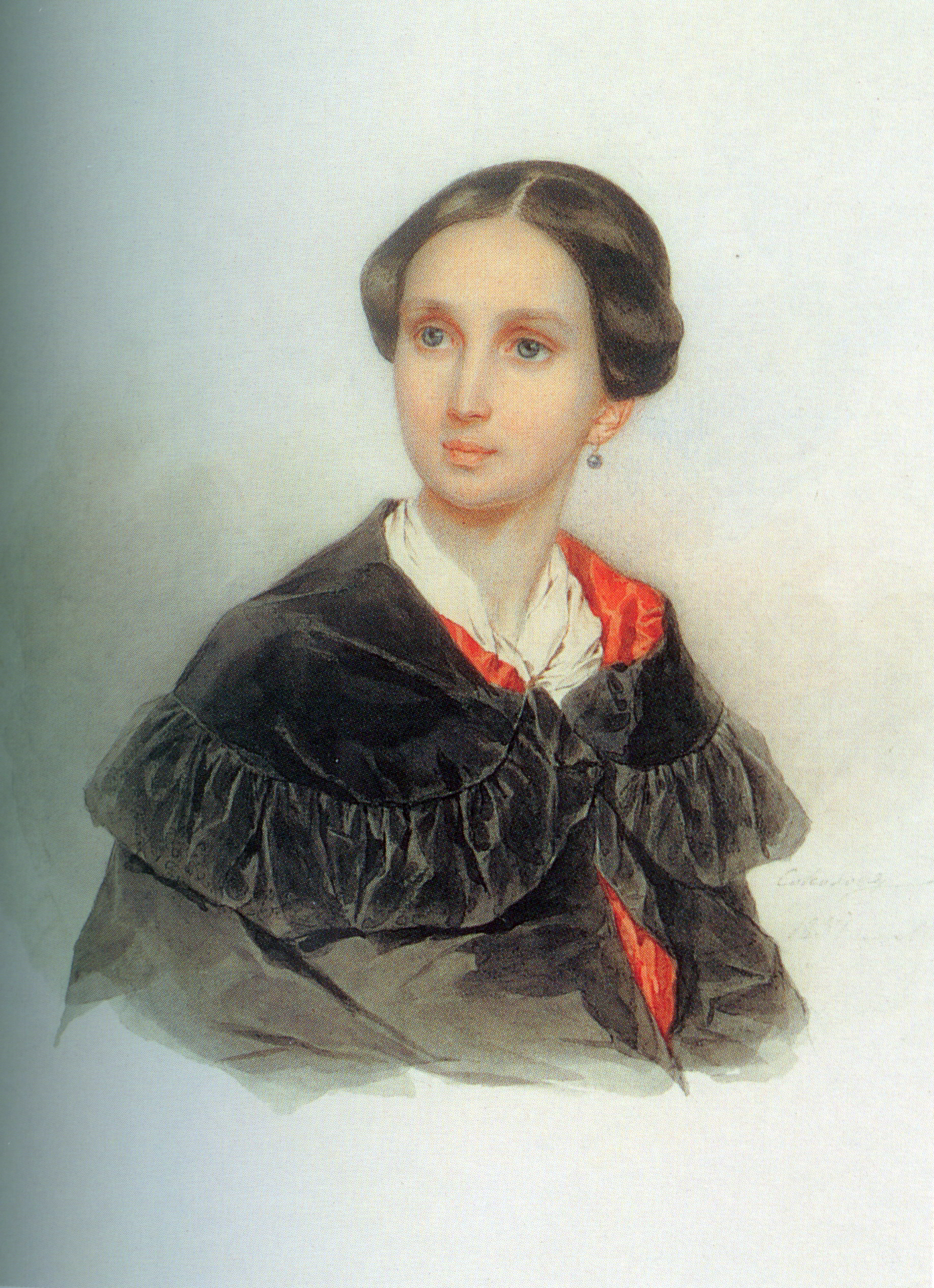
Ольга Павлівна, дочка
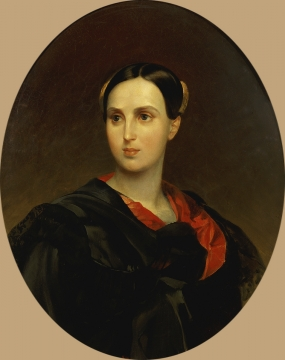
Ольга Павлівна, дочка